# Pirata serrulatus
Pirata serrulatus este o specie de păianjeni din genul Pirata, familia Lycosidae, descrisă de Song și Wang, 1984. Conform Catalogue of Life specia Pirata serrulatus nu are subspecii cunoscute.